# 小畠鼎子
小畠 鼎子（こばたけ ていこ、1898年（明治31年）2月14日 - 1964年（昭和39年）1月26日）は、大正末期から昭和にかけて活動した日本画家。
師・川端龍子が1929年（昭和4年）に創立した青龍社に当初より参加。65歳で死去するまでの35年間、家事や育児に追われながら一貫して同社で活動した。主に花鳥画を手掛けた。
三男は彫刻家の小畠廣志。

## 年譜
- 1898年（明治31年）2月、神田美土代町に生まれる。
- 1915年（大正4年）東京府立第一高等女学校卒業。この頃より日本画家・池上秀畝に師事。
- 1920年（大正9年）婦人世界主催第1回女流日本画展覧会入選。
- 1921年（大正10年）婦人世界主催第2回女流日本画展覧会入選。
- 1922年（大正11年）遠藤辰之助と婚姻、吉祥寺に転居。結婚後、川端龍子に入門。
- 1924年（大正13年）第10回日本美術院試作展に《巣籠》入選。
- 1929年（昭和4年）第1回青龍展に《山百合》入選。以後青龍展に35回連続入選。
- 1934年（昭和9年）青龍社社友となる。
- 1948年（昭和23年）青龍社社人となる。
- 1964年（昭和39年）1月、吉祥寺の自宅にて没。享年65歳。

## 主要展覧会
- 「小畠鼎子展：青龍社とともに歩んだ女性画家」武蔵野市立吉祥寺美術館、2010年。
- 「青龍社の女性画家　小畠鼎子　～井の頭恩賜公園100周年記念～」武蔵野市立吉祥寺美術館、2017年。